# Ханбиев, Магомед Ильманович
Магоме́д Ильма́нович Ханби́ев (род. 10 ноября 1962, Беной, Чечено-Ингушская АССР) — российский политический и государственный деятель; депутат парламента Чеченской Республики с 2005 года, член партии «Единая Россия».
Бывший дивизионный генерал, бывший министр обороны самопровозглашённой Чеченской Республики Ичкерии и командующий Национальной гвардией ЧРИ.

## Биография
Магомед Ханбиев родился 10 ноября 1962 года в селе Беной Ножай-Юртовского района Чечни. Окончил среднюю школу в Беное.
В 1982—1984 годах служил в рядах Советской армии, в Группе советских войск в Германии (ГДР). После возвращения из армии учился на историческом факультете Чечено-Ингушского государственного университета (ЧГУ).
Работал тренером по вольной борьбе. Кандидат в мастера спорта.
С 1992 года поддерживал идею создания независимой светской Чеченской Республики.

### Первая чеченская война
Во время первой войны 1994—1996 годы был командиром батальона имени Байсунгура Беноевского, выступая на стороне Чеченской Республики Ичкерии.
С 1996 года Магомед Ханбиев — командующий Национальной гвардией Ичкерии. В том же году получил звание бригадного генерала.
В 1998 году стал бригадным генералом и занял пост министра обороны Ичкерии.
Магомед Ханбиев награждён всеми высшими орденами Ичкерии: Къоман Сий (Орден «Герой Нации»), Турпал Сий (Богатырь Нации), Яхъ (Честь) и многими другими наградами.
С 1998 года выступал против распространения религиозного экстремизма в Чеченской Республике Ичкерия. Вступал в открытые конфликты с Шамилем Басаевым и лидерами ваххабитов.

### Вторая чеченская война
С начала второй чеченской войны Магомед Ханбиев — командующий Ножай-Юртовским направлением (фронтом) также на стороне Чеченской Ичкерии.
В марте 2004 года Магомед Ханбиев сложил оружие и сдался властям.

### Политическая деятельность после войны
В дальнейшем являлся руководителем оперативно-аналитического департамента Чеченской республиканской организации Федеральной партии Союз правых сил (СПС).
15 сентября 2005 года общим собранием членов регионального отделения партии СПС в ЧР Магомед Ханбиев выдвинут кандидатом в депутаты Парламента ЧР по партийному списку.
В беседе с представителями прессы накануне выборов он откровенно заявил, что идет в парламент по списку СПС, «чтобы бороться за свободу Ичкерии», за которую раньше сражался в горах, а теперь будет делать это «политическими методами».
27 ноября 2005 года Магомед Ханбиев избран депутатом Парламента Чеченской республики.
В конце мая 2008 года Магомед Ханбиев «обратился к тем, кто все ещё продолжает вооруженное сопротивление, и предложил прекратить его, поскольку цели чеченской свободы и самостоятельности, за которые война шла все эти годы, наилучшим образом достигаются как раз благодаря президенту Рамзану Кадырову».

### Скандал с обращением в Instagram
10 марта 2019 года Ханбиев в прямом эфире на своей страничке в социальной сети Instagram заявил, что не любит русских и никогда не говорит с ними, а также признался в верности к Ичкерии.
«Президент моего народа — чеченец. Я с русскими никогда не разговариваю. Я русским никогда слово не говорю. Я никакому русскому не сдавался. У меня не было разговора ни с одним русским генералом, ни с офицером. И я их не люблю даже сегодня. Я сын Ичкерии!»
Видеозапись заявления с переводом с чеченского языка показал Алексей Навальный 14 марта в своей программе «Россия будущего» на YouTube-канале «Навальный LIVE» и на своей странице в Twitter. Оппозиционный политик также потребовал от лидеров «Единой России» Владимира Путина, Дмитрия Медведева и Андрея Турчака прояснить слова чеченского депутата.
15 марта депутат Ханбиев опроверг свои слова, заявив, что перевод Навального ошибочен. В защиту чеченского парламентария выступил министр Чечни по национальной политике, внешним связям, печати и информации Джамбулат Умаров, который также ссылался на неправильный перевод. Однако в ответ на это команда Навального предоставила дословный перевод выражений единоросса, сделанный активистом Тумсо Абдурахмановым, который подтверждает позицию Навального.

## Семья
Брат Умар — врач и политический деятель, кандидат медицинских наук, министр здравоохранения Чеченской Республики Ичкерия, генеральный представитель президента Ичкерии за рубежом, главный врач Республиканской больницы скорой медицинской помощи, главный хирург министерства здравоохранения Чеченской Республики. Женат, имеет шестерых детей.

## Награды
- орден Кадырова,
- орденом «За развитие парламентаризма в Чеченской Республике»,
- Почётной грамотой Главы ЧР.